# Smile... It Confuses People
Smile... It Confuses People, debiutancki album Sandi Thom. Wydawnictwo ukazało się 18 września 2006 roku nakładem Sony BMG.

## Lista utworów
1. When Horsepower Meant What It Said
2. I Wish I Was A Punk Rocker (With Flowers In My Hair)
3. Lonely Girl
4. Sunset Borderline
5. Little Remedy
6. Castles
7. What If I'm Right
8. Superman
9. The Human Jukebox
10. Time